# Happiness (canción de Arashi)
«Happiness» es el vigésimo sencillo de la banda japonesa Arashi que salió el 5 de septiembre de 2007. El sencillo fue usado para el drama de televisión japonés Yamada Taro Monogatari donde actuaron Kazunari Ninomiya y Shō Sakurai. 

## Información del sencillo
El sencillo fue lanzado en dos ediciones: una edición normal con las versiones en karaoke de las canciones del sencillo y una edición limitada con una pista adicional. El sencillo en el noveno número uno consecutivo y decimoséptimo total y también es el tercer sencillo consecutivo con título en inglés lanzado.

### "Happiness"
- Letras por: Wonderland
- Compuesto por: Mio Okada
- Arreglado: Gin Kitagawa
- La canción es usada como tema principal del drama de televisión japonés Yamada Taro Monogatari.

### "Still..."
- Letras y compuesto por: Shinya Tada
- Letras del Rap: Sakurai Sho
- Arreglado por: Naoki-T

### "Snowflake"
- Letras: Takashi Ogawa
- Compuesto y arreglado por: Hydrant

## Lista de pistas
- Edición Normal Lista de pistas

| Pista # | Título de pistas      | Duración |
| ------- | --------------------- | -------- |
| 1       | «Happiness»           | 4:19     |
| 2       | «Still»               | 4:19     |
| 3       | «Happiness» (Karaoke) | 4:19     |
| 4       | «Still» (Karaoke)     | 4:19     |

- Edición Limitada Lista de pistas

| Pista # | Título de pistas | Duración |
| ------- | ---------------- | -------- |
| 1       | «Happiness»      | 4:19     |
| 2       | «Still»          | 4:19     |
| 3       | «Snowflake»      | 3:37     |

## Ventas

### Oricon sales chart (Japan)
| Lanzamiento              | Lista                        | Posición máxima | Índice total de ventas |
| ------------------------ | ---------------------------- | --------------- | ---------------------- |
| 5 de septiembre de 2007  | Oricon Daily Singles Chart   | 1               | 43 562                 |
| 12 de septiembre de 2007 | Oricon Weekly Singles Chart  | 1               | 192 196                |
| Septiembre de 2007       | Oricon Monthly Singles Chart | 2               | 246 940                |
| 2007                     | Oricon Yearly Singles Chart  | 15              | 271 869                |

Ventas totales hasta ahora: 290,214 (Hasta el 06.08.2009)